# 山西康子
山西 康子（やまにし やすこ、1972年7月3日 - ）は、フリーアナウンサー。大阪府堺市 出身。身長156cm、血液型A型。趣味は空手、サッカー観戦、書道、スポーツジムでエアロビクスと筋力トレーニング、サイクリング。夫は樋本淳。

## 来歴
- 四天王寺高等学校[1]、同志社女子大学卒業[2]。
- NHK大阪放送局ラジオパーソナリティ[2]。
- NHKラジオセンターリポーター[2]。
- 2000年10月 - 2002年9月 テレビ埼玉契約アナウンサー[2]。
- 2003年 - 2004年 南日本放送アナウンサー[2]。
- 2013年9月末をもって、所属していたキャスト・プラスとの契約を解除。

## 担当
NHK大阪
- 夕べのひととき（火・木・金曜担当）
- おはようラジオワイド
- ふるさとさわやかさん

テレビ埼玉
- 常盤6丁目一番街（木・金曜MC 2000.10 - 2001.9）
- 常盤6丁目二番街（木・金曜MC 2000.10 - 2001.3）
- TVSニュース
- カウントダウン特別番組IMAGINEは21世紀への架け橋（2000.12.31 - 2001.1.1）
- ニュース930（佐貫洋一のリリーフ 2001.9.14、2001.9.20）
- 情報ひるびん（木・金曜MC 2001.10 - 2002.3、水 - 金曜MC 2002.4 - 9）
- 情報ごごびん（木・金曜MC 2001.10 - 2002.3、水 - 金曜MC 2002.4 - 9）
- 小江戸ブルワリー（CMのナレーション）
- ホテルニューおおるり（CMのナレーション）

フリー転向後
- 伊集院光 日曜日の秘密基地（TBSラジオ）
- カラオケ1ばん（アシスタント 2005.4 - 2007.3）